# Unidad periférica de Rétino
Rétino (en griego Ρέθυμνο, Réthymno) es una unidad periférica de Grecia. Su capital es Rétino. Hasta el 1 de enero de 2011 fue una de las 51 prefecturas en que se dividía el país.

## Municipios
Desde el año 2011, la unidad periférica se divide en los siguientes cinco municipios: 

Municipios de la unidad periférica de Rétino.

| Municipio      | Población (2011) | Capital     | Número |
| -------------- | ---------------- | ----------- | ------ |
| Rétino         | 55 525           | Rétino      | 1      |
| Agios Vasilios | 7427             | Spili       | 2      |
| Amari          | 5915             | Agia Fotini | 3      |
| Anoguia        | 2379             | Anoguia     | 4      |
| Milopótamos    | 14 363           | Pérama      | 5      |